# Verónika Mendoza
Verónika Fanny Mendoza Frisch (Cusco, 9 de diciembre de 1980) es una psicóloga, antropóloga, profesora y política peruanofrancesa. Es lideresa del Movimiento Nuevo Perú y fue dos veces candidata presidencial, siendo en las elecciones del 2016 y en las elecciones del 2021. Ejerció como congresista de la república representando al Cusco durante el periodo 2011-2016.

## Biografía
Verónika Fanny Mendoza Frisch nació el 9 de diciembre de 1980 en el distrito de San Sebastián de la provincia del Cusco. Es hija de la profesora francesa Gabrielle Marie Frisch D'Adhemar y del docente de filosofía cusqueño Marcelino Mendoza Sánchez. Asimismo, su padre fue candidato a alcalde por Izquierda Unida y fundador del Sindicato Único de Trabajadores de la Educación del Cusco y su madre fue militante del Partido Socialista francés. Cuenta con las nacionalidades peruana, por nacimiento, y francesa, por herencia de su madre.
Su abuela paterna, natural de Andahuaylillas, era partera y curandera del pueblo, mientras que por el lado materno es tataranieta de Caroline de Barrau de Muratel, una de las primeras mujeres en ingresar a la Universidad de París, hija de Caroline de Barrau, feminista y filántropa.
Estudió en el Colegio Virgen del Carmen de la ciudad de Cusco y realizó sus estudios universitarios de Psicología en la Facultad de Ciencias Humanas Clínicas de la Universidad de París VII Denis Diderot, en París, Francia, donde obtuvo el título de licenciada en Psicología en 2003.
Estudió un máster en Ciencias Sociales en la Universidad Sorbona Nueva-París 3, que culminó en 2006. Posteriormente, trabajó como profesora de español en el Instituto Academia de París, en la Asociación Pukllasunchis de Cusco y como docente de un diplomado en la Universidad Nacional del Altiplano de Puno, organizado por la Asociación Nuestro Sur.
Como experiencia laboral, señala que es consultora independiente, docente en seminarios de la Asociación Nuestro Sur, administradora de la Asociación Nuevo Perú y que ha realizado investigación sobre pueblos indígenas en el Centro Peruano de Estudios Sociales.

## Carrera política
En el plano político, se incorporó como militante al Partido Nacionalista Peruano, en el que cumplió funciones como coordinadora de comités de apoyo internacional en 2007, secretaria de prensa de juventudes en 2009 y vocera de la comisión de la mujer desde 2010.

### Congresista de la República

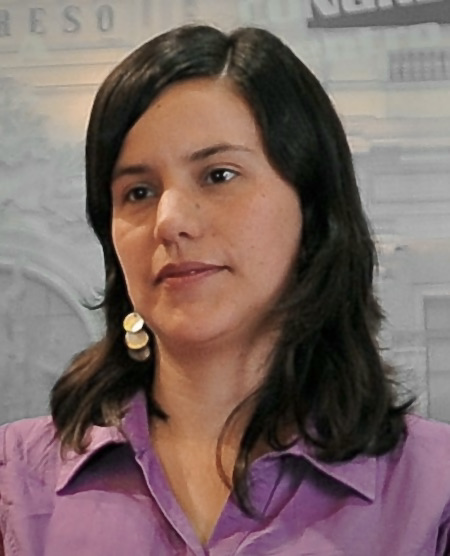
Verónika Mendoza en 2012, cuando ocupó por primera vez el cargo de congresista de la república.

En las elecciones generales del 2011, postuló al Congreso por la circunscripción de Cusco por Gana Perú. Obtuvo 47 088 votos preferenciales, con lo que resultó elegida congresista para el período 2011-2016 en el primer lugar de la lista parlamentaria.
En 2011, asumió la vicepresidencia de la Comisión de Cultura y Patrimonio Cultural, fue miembro titular en la Comisión de Pueblos Andinos, Amazónicos y Afroperuanos, Ambiente y Ecología. Además, fue coordinadora de turno de la representación parlamentaria del Cusco.[cita requerida] Fue presidenta de la Comisión de Descentralización.
Renunció a la bancada de Gana Perú el día lunes 4 de junio de 2012, a consecuencia de los sucesos en la provincia de Espinar, departamento del Cusco. Ollanta Humala la responsabilizó por incitar a las protestas anti mineras en Espinar. Tras su renuncia, formó parte de la bancada de Acción Popular-Frente Amplio hasta el final de aquella legislatura.

### Candidatura presidencial de 2016
Tras ganar las elecciones internas en elecciones abiertas ciudadanas, del Frente Amplio en octubre de 2015, fue la candidata a la presidencia de la república por dicha coalición en las elecciones generales realizadas el 10 de abril de 2016. Mendoza alcanzó el tercer lugar, con 18,8 % de los votos válidos emitidos.
Durante esa campaña, usuarios de Facebook difundieron supuestos videos donde Mendoza participaba en una reunión en la que ella hablaba de la organización terrorista Sendero Luminoso. Esto fue blanco de críticas por algunas personas. Pero este se desmintió, ya que los videos difundidos eran parte de un evento por los cincuenta años de Vanguardia Revolucionaria en el 2015, que fueron sacados de contexto.
Posteriormente, en el marco de la segunda vuelta de dichas elecciones, Mendoza junto con otras fuerzas de izquierda deciden apoyar la candidatura de Pedro Pablo Kuczynski para evitar la victoria del fujimorismo, representado en ese entonces por Keiko Fujimori.

### Fundación de Nuevo Perú
En 2017, tras disputas entre Marco Arana y Verónika Mendoza, se crea la bancada parlamentaria de Nuevo Perú. Posteriormente, el 11 de diciembre de 2017, fue elegida presidenta del movimiento Nuevo Perú en su congreso fundacional. Aunque inicialmente esto no implicaba una ruptura total con el Frente Amplio.
También apoyó las medidas anticorrupción del presidente Martín Vizcarra, como el referéndum constitucional peruano de 2018.

### Candidatura presidencial de 2021
El 4 de noviembre de 2020, por el 240 aniversario de la rebelión de Túpac Amaru II, Mendoza anunció su candidatura a la coalición Juntos por el Perú para las elecciones generales de Perú de 2021. Antes de su candidatura, Mendoza criticó la respuesta a la pandemia de COVID-19 en Perú, afirmando que el «COVID-19 nos está mostrando muchos de los problemas de fondo del país: miles de familias y escuelas que no tienen agua potable, miles de trabajadores que no tienen seguro médico, que no pueden dejar de trabajar ni un solo día porque la comida de su familia de eso depende, una salud pública abandonada, claro, solo dedicamos el 2,3 % del PIB a la salud pública, por debajo del promedio de América Latina que es del 4 % y muy por debajo del 6 % recomendado por la OMS».
En el 2020, el Jurado Electoral Especial, admite la presentación de la fórmula presidencial de Juntos por el Perú, llevando como candidata a la presidencia a Verónika Mendoza, en la primera vicepresidencia a José De Echave y en la segunda vicepresidencia a Luzmila Ayay.
El 8 de noviembre de 2020, Verónika Mendoza viajó hasta la ciudad de La Paz para asistir a la ceremonia de juramentación y posesión del nuevo presidente de Bolivia, de izquierda, Luis Arce Catacora, a quien lo felicitó por su triunfo en las urnas en las elecciones generales de Bolivia de 2020.
Durante una marcha realizada en la ciudad del Cusco, debido a las protestas en Perú de 2020, Mendoza fue echada de la plaza de armas por los manifestantes, debido a que ellos no vieron con buenos ojos su participación.
Mendoza, en una entrevista en Canal N, dijo que sería «una posibilidad que se evaluará en su momento» cuando se le preguntó acerca de la emisión de dinero en el Banco Central de Reserva del Perú.  Tras esto indicó en sus redes sociales que «No queremos repetir la "maquinita" de los 80, no queremos hiperinflación. Sería absurdo», refiriéndose a la década perdida. A pesar de esto, fue blanco de críticas por algunos medios periodísticos del país como El Comercio y Perú21.
El domingo 21 de marzo, Mendoza asistió, junto con otros cuatro candidatos, a un debate en vivo realizado por América Televisión y Canal N. En una de sus participaciones, la candidata se enfrascó en una discusión con Yonhy Lescano, quien dijo que la alianza política a la que pertenece, tiene en sus filas a Yehude Simon, acusado de corrupción. Mendoza le replicó que dicho personaje había sido separado del partido: «Nosotros sí separamos a los malos elementos, no como usted que no puede separar al señor Merino, usurpador y golpista, contra el cual se movilizaron los jóvenes en noviembre pasado». Tras estas palabras, Simon la llamó «malagradecida» y anunció que el Partido Humanista apoyará la candidatura de Pedro Castillo, de Perú Libre.
Tras la victoria de Pedro Castillo en la primera vuelta, Mendoza expresó que dialogarían con las «fuerzas del cambio, incluyendo la que representa Pedro Castillo» para encontrar una «salida democrática, popular y constituyente» frente a la crisis que vive su país. Asimismo, Mendoza hizo público un documento de Nuevo Perú donde expresan que esperan que Pedro Castillo pueda representar el cambio que necesita Perú. Finalmente, el 22 de abril de 2021, su partido decidió brindar apoyo a la candidatura presidencial de Pedro Castillo para la segunda vuelta, afirmando que su previo triunfo «expresa una voluntad de cambio que puede viabilizar una salida democrática y popular a la crisis, cerrando el paso a la opción autoritaria y corrupta que representa el fujimorismo».

## Posición ideológica
Verónika Mendoza se ha descrito a sí misma como una «mujer de izquierda», aunque ha rechazado ser de izquierda radical. Entre sus propuestas, ella ha abogado por una nueva constitución en Perú, fortaleciendo los derechos de las mujeres, grupos LGBT e indígenas, proporcionando acceso libre al agua y estableciendo protecciones ambientales más fuertes. Asimismo, ella defiende el establecimiento de un Estado descentralizado en el Perú que se adecúe a cada realidad local y que, además, reconozca la diversidad cultural peruana.
Sobre su relación con los empresarios, Mendoza ha señalado que los considera «aliados estratégicos para el desarrollo del país», siempre y cuando sean honestos, respeten las reglas y con los que se definan «prioridades claras para el bien común», pero rechazando a los empresarios corruptos y los que mantienen monopolios u oligopolios. En este sentido, Mendoza ha pedido un nuevo movimiento de izquierda en América Latina que vislumbre un papel activo para las inversiones privadas. Sin embargo, Mendoza también ha sido crítica de las «alianzas público-privadas, que canalizan los recursos públicos hacia la empresa privada». De igual manera, Mendoza ha defendido «una economía ordenada, planificada, con un Estado con capacidad reguladora y fiscalizadora».
Asimismo, Mendoza ha expresado que en un eventual gobierno suyo su prioridad sería primero «resucitar la economía», para luego materializar una reforma tributaria que garantice un «impuesto a las grandes fortunas» y posteriormente generar una «revolución productiva» para generar y distribuir mejor la riqueza.
En el marco de las izquierdas peruanas, Verónika Mendoza ha sido crítica con la organización terrorista Sendero Luminoso a quienes señala de causar un «enorme daño» a su país.
Con respecto a la ola progresista de la llamada marea rosa en América Latina, Mendoza valora algunos aspectos que ella ve en estos proyectos como el antiimperialismo, la política redistributiva, la intención de construir un Estado que beneficie a la mayorías, un «componente democratizador» y un «arraigo histórico transformador». Sin embargo, Mendoza sostiene que algunos de esos proyectos se mantuvieron sin buscar realmente una alternativa al capitalismo, o continuaron una política económica desarrollista-extractivista, o el Estado simplemente cambió de manos o se desarrolló una dinámica estatista con los movimientos sociales. Asimismo, más allá de los altibajos en las izquierdas latinoamericanas, Mendoza asegura que «tenemos que buscar nuestro propio camino». Por otra parte, Mendoza defiende también la integración regional con los países latinoamericanos y caribeños, rechazando de igual manera el embargo estadounidense a Cuba.
En específico con Venezuela, Mendoza ha variado su posición con el tiempo declarando inicialmente posturas favorables hacia el chavismo hasta su postura actual de afirmar que en Venezuela existe una dictadura a la cual rechaza. Asimismo, Mendoza ha señalado que el caudillismo basado en la personalidad de algunos líderes de izquierda como Hugo Chávez y Nicolás Maduro es «anticuado y antidemocrático». Sin embargo, en el contexto de la crisis venezolana, aunque ella ha reconocido a Maduro como presidente de Venezuela en lugar de la presidencia interina de Juan Guaidó, ella afirma que «nuestra solidaridad no es con Maduro, sino con los venezolanos», sosteniendo que apoyar a Guaidó representa más bien «intervencionismo y alienta una peligrosa confrontación que puede derivar en una espiral de mayor violencia». En su lugar, Mendoza ha propuesto articular mecanismos de negociación para una salida pacífica y democrática a la crisis venezolana.
Desde el 2016, Verónika Mendoza también ha sido considerada más específicamente como una política de centroizquierda y no de izquierda radical. En 2021, más de un centenar de economistas e intelectuales así como investigadores, desde los Estados Unidos, en una carta abierta a la opinión pública, indicaron que «una de las candidatas en ese empate estadístico es Verónika Mendoza, una socialdemócrata que ha presentado un programa razonable para la tan necesaria recuperación económica del Perú».
Por otro lado, sectores críticos han acusado a Mendoza de ser «comunista», así como también le han atribuido querer replicar el modelo chavista en Perú. No obstante, algunos sectores de izquierda le critican que su programa de gobierno oscile hacia el centro político o hacia la izquierda dependiendo de las circunstancias del momento, así como también se le critica que aparentemente mantiene una «lógica de representación» pese a tener un discurso con retórica de participación popular. Es vista con recelo por los mercados financieros y los medios de comunicación, que la asocian con Venezuela y sostienen que Perú viviría una crisis económica similar a la de ese país si fuera elegida.

## Reconocimientos
Americas Quarterly reconoció a Mendoza en su artículo «Top 5 Politicians Under 40», y la publicación habló que estaba «avivando las esperanzas de que una izquierda moderna y más elegible pueda estar echando raíces en Perú».

## Controversias

### Caso Odebrecht y las agendas de Nadine
Un peritaje grafo técnico demostró que realizó anotaciones en las agendas de Nadine Heredia, cuando era secretaria de esta, esta agenda forma parte de las investigaciones del escándalo Odebrecht, dado que contiene el registro de los dineros recibidos de la constructora Odebrecht. Verónika afirmó que «existe una posibilidad de que haya escrito en esos cuadernos», pero se retractó y dijo que ella no escribió nada en las agendas, afirmando que ella «no anda escribiendo en agendas ajenas».

### Denuncia penal por declararse en insurgencia
En julio de 2024, Verónika Mendoza se declaró en insurgencia, un derecho que reconoce la Constitución de 1993. Ella justificó su declaración por estar en contra del gobierno de Dina Boluarte, al que declaró usurpador, y animó a la gente a movilizarse. Sin embargo, días después, el congresista Jorge Montoya presentó una denuncia penal contra ella por supuestamente infringir los artículos 315 (promoción de disturbios) y 349 (rebelión) del Código Penal.

## Historial electoral
|  | 53.64 % |

|  | 18.74 % |

|  | 7.86 % |